# Abies lasiocarpa
Abies lasiocarpa là một loài thực vật hạt trần trong họ Thông. Loài này được (Hook.) Nutt. miêu tả khoa học đầu tiên năm 1849.